# 45. Szaturnusz-gála
A 45. Szaturnusz-gála a 2018. március 1. és 2019. július 7. között megjelent legjobb filmes és televíziós sci-fi, horror és fantasy alakításait értékelte. A díjátadót 2019. szeptember 13-án tartották a Hollywood-i Avalon Hollywoodban, a rendezvény házigazdája Aisha Tyler volt.

## Győztesek és jelöltek

### Film
| Legjobb képregény-adaptáció | Legjobb sci-fi film |
| --- | --- |
| - Bosszúállók: Végjáték - Aquaman - Bosszúállók: Végtelen háború - Marvel Kapitány - Shazam! - Pókember: Idegenben - Pókember: Irány a Pókverzum! | - Ready Player One - Alita: A harc angyala - ŰrDongó - Jurassic World: Bukott birodalom - Solo: Egy Star Wars-történet - Bocs, hogy zavarom - Upgrade – Javított verzió |
| Legjobb fantasyfilm | Legjobb horrorfilm |
| - Toy Story 4. - Aladdin - Dumbo - Legendás állatok: Grindelwald bűntettei - Godzilla II. – A szörnyek királya - Mary Poppins visszatér - Yesterday | - Hang nélkül - A holtak nem halnak meg - Halloween - Örökség - Overlord - Kedvencek temetője - Mi |
| Legjobb akciófilm vagy kalandfilm | Legjobb filmthriller |
| - Mission: Impossible – Utóhatás - Dermesztő hajsza - Végtelen útvesztő - Üveg - John Wick: 3. felvonás – Parabellum - Felhőkarcoló | - Húzós éjszaka az El Royale-ban - Irgalmatlan szamaritánus - Pusztító - Kegyetlen zsaruk - Ördögi csapda - Mami - Keresés |
| Legjobb animációs film | Legjobb független film |
| - Pókember: Irány a Pókverzum! - A Grincs - Így neveld a sárkányodat 3. - A Hihetetlen család 2. - Ralph lezúzza a netet - Toy Story 4. | - Mandy – A bosszú kultusza - Amerikai állatok - Anna and the Apocalypse - Az ember, aki megölte Hitlert és aztán a Nagylábút - Ophelia - '84 nyara - A holnapember |
| Legjobb nemzetközi film | Legjobb fiatal színész |
| - Gyújtogatók - Aniara - Határeset - Ghost Stories - A bűnös - Árnyék | - Tom Holland — Pókember: Idegenben (Peter Parker / Pókember) - Evan Alex — Mi (Jason Wilson és Pluto) - Asher Angel — Shazam! (William "Billy" Batson) - Millie Bobby Brown — Godzilla II. – A szörnyek királya (Madison Russell) - Jack Dylan Grazer — Shazam! (Frederick "Freddy" Freeman) - Shahadi Wright Joseph — Mi (Zora Wilson és Umbrae) - Millicent Simmonds — Hang nélkül (Regan Abbott) |
| Legjobb férfi főszereplő | Legjobb női főszereplő |
| - Robert Downey Jr. — Bosszúállók: Végjáték (Tony Stark / Vasember) - Jeff Bridges — Húzós éjszaka az El Royale-ban (Daniel Flynn / Dock O'Kelly) - Nicolas Cage — Mandy – A bosszú kultusza (Red Miller) - Tom Cruise — Mission: Impossible – Utóhatás (Ethan Hunt) - Chris Evans — Bosszúállók: Végjáték (Steve Rogers / Amerika Kapitány) - Mel Gibson — Kegyetlen zsaruk (Brett Ridgeman) - Keanu Reeves — John Wick: 3. felvonás – Parabellum (John Wick / Jardani Jovonovich) | - Jamie Lee Curtis — Halloween (Laurie Strode) - Emily Blunt — Mary Poppins visszatér (Mary Poppins) - Toni Collette — Örökség (Annie Graham) - Nicole Kidman — Pusztító (Erin Bell) - Brie Larson — Marvel Kapitány (Carol Danvers / Vers / Marvel Kapitány) - Lupita Nyong’o — Mi (Adelaide Wilson, Red) - Octavia Spencer — Mami (Sue Ann "Ma" Ellington)                                         |
| Legjobb férfi mellékszereplő | Legjobb női mellékszereplő |
| - Josh Brolin — Bosszúállók: Végtelen háború (Thanos) - John Lithgow — Kedvencek temetője (Jud Crandall) - Lin-Manuel Miranda — Mary Poppins visszatér (Jack) - Lewis Pullman — Húzós éjszaka az El Royale-ban (Miles Miller) - Jeremy Renner — Bosszúállók: Végjáték (Clint Barton / Sólyomszem) - Will Smith — Aladdin (Dzsini) - Steven Yeun — Gyújtogatók (Ben) | - Zendaya — Pókember: Idegenben (MJ) - Cynthia Erivo — Húzós éjszaka az El Royale-ban (Darlene Sweet) - Karen Gillan — Bosszúállók: Végjáték (Nebula) - Amber Heard — Aquaman (Y'Mera Xebella "Mera" Challa) - Scarlett Johansson — Bosszúállók: Végjáték (Natasha Romanoff / Fekete Özvegy) - Naomi Scott — Aladdin (Jázmin hercegnő) - Hailee Steinfeld — ŰrDongó (Charlie Watson)                 |
| Legjobb rendező | Legjobb forgatókönyv |
| - Jordan Peele — Mi - Anna Boden és Ryan Fleck — Marvel Kapitány - Karyn Kusama — Pusztító - Guy Ritchie — Aladdin - Anthony Russo, Joe Russo — Bosszúállók: Végjáték - Steven Spielberg — Ready Player One - James Wan — Aquaman - Csang Ji-mou — Árnyék | - Hang nélkül — Bryan Woods, Scott Beck, John Krasinski - Bosszúállók: Végjáték — Christopher Markus, Stephen McFeely - Húzós éjszaka az El Royale-ban — Drew Goddard - Gyújtogatók — Oh Jung-mi, Lee Chang-dong - Kegyetlen zsaruk — S. Craig Zahler - Mission: Impossible – Utóhatás — Christopher McQuarrie - Mi — Jordan Peele                                                                   |
| Legjobb látványtervezés | Legjobb vágás |
| - Charles Wood — Bosszúállók: Végjáték - Bill Brzeski — Aquaman - Ruth De Jong — Mi - Rick Heinrichs — Dumbo - Gemma Jackson — Aladdin - Horace Ma Gwong-Wing — Árnyék - John Myhre — Mary Poppins visszatér | - Jeffrey Ford, Matthew Schmidt — Bosszúállók: Végjáték - James Herbert — Aladdin - Nicholas Monsour — Mi - Kirk Morri — Aquaman - Evan Schiff — John Wick: 3. felvonás – Parabellum - Christopher Tellefsen — Hang nélkül |
| Legjobb filmzene | Legjobb jelmez |
| - Marc Shaiman — Mary Poppins visszatér - Danny Elfman — Dumbo - Bear McCreary — Godzilla II. – A szörnyek királya - Alan Menken — Aladdin - Alan Silvestri — Bosszúállók: Végjáték - Alan Silvestri — Ready Player One | - Michael Wilkinson — Aladdin - Kym Barrett — Aquaman - Leah Butler — Shazam! - Judianna Makovsky — Bosszúállók: Végjáték - Chen Minzheng — Árnyék - Sandy Powell (jelmeztervező)Sandy Powell — Mary Poppins visszatér |
| Legjobb smink | Legjobb különleges effektek |
| - John Blake, Brian Sipe — Bosszúállók: Végjáték - Judy Chin, Mike Marino — A holtak nem halnak meg - Bill Corso — Pusztító - Lisa Love, Tate Steinsiek — Kegyetlen zsaruk - Tristan Versluis, Naomi Dunne, Duncan Jarman — Overlord - Annick Chartier, Adrien Morot — Kedvencek temetője - Mark Coulier, Fernanda Perez — Sóhajok | - Bosszúállók: Végjáték - Aladdin - Godzilla II. – A szörnyek királya - Mission: Impossible – Utóhatás - Hang nélkül - Ready Player One - Pókember: Idegenben |
| Legjobb új rendező | |
| - Ari Aster — Örökség - Emma Tammi — A szél - Michael Chaves — A gyászoló asszony átka - Lee Cronin — A gyermek - Gary Dauberman — Annabelle 3. – Hazatérés - Steven S. DeKnight — Tűzgyűrű: Lázadás - Christian Rivers — Ragadozó városok - Boots Riley — Bocs, hogy zavarom | |

### Televízió és streaming

#### Műsorok
| Televízió | Televízió |
| Legjobb televíziós szuperhős-adaptáció sorozat | Legjobb televíziós sci-fi sorozat |
| --- | --- |
| - Supergirl (The CW) - A zöld íjász (The CW) - Fekete Villám (The CW) - Cloak & Dagger (Freeform) - Flash – A Villám (The CW) - Gotham (Fox) - A holnap legendái (The CW)                                | - Westworld (HBO) - A visszatérők (The CW) - Képmás (Starz) - Ki vagy, doki? (BBC America) - Krypton (SyFy) - Manifest (NBC) - Az Orville: Új horizontok (Fox) - Roswell, New Mexico (The CW)                                        |
| Legjobb televíziós fantasysorozat | Legjobb televíziós horrorsorozat |
| - Trónok harca (HBO) - Amerikai istenek (Starz) - Charmed (The CW) - A Jó Hely (NBC) - Parányi varázslat (Hallmark Channel) - A varázslók (SyFy) - Outlander – Az idegen (Starz) - The Outpost (The CW)  | - The Walking Dead (AMC) - Amerikai Horror Story: Apokalipszis (FX) - A boszorkányok elveszett könyve (AMC) - Fear the Walking Dead (AMC) - NOS4A2 (AMC) - Preacher (AMC) - Odaát (The CW) - Hétköznapi vámpírok - A sorozat (FX)    |
| Legjobb televíziós akcióthriller-sorozat | Legjobb televíziós animációs film vagy sorozat |
| - Better Call Saul (AMC) - Megszállottak viadala (BBC America) - Az utolsó remény (TNT) - Mr. Mercedes (Audience) - The Purge (USA Network) - Riverdale (The CW) - A tettes (USA Network)                | - Star Wars: Lázadók (Disney Channel) - Archer (FX) - Kacsamesék (Disney Channel) - Family Guy (Fox) - A Simpson család (Fox) |
| Streaming | |
| Legjobb streaminges szuperhős-adaptáció sorozat | Legjobb streaminges sci-fi, akció vagy fantasysorozat |
| - Daredevil (Netflix) - Doom Patrol (DC Universe) - Jessica Jones (Netflix) - A Megtorló (Netflix) - Runaways (Hulu) - Mocsárlény: A sorozat (DC Universe) - Az Esernyő Akadémia (Netflix)               | - Star Trek: Discovery (CBS All Access) - Fekete tükör (Netflix) - A Térség (Prime Video) - Elveszett próféciák (Prime Video) - Jack Ryan (Prime Video) - Lost in Space – Elveszve az űrben (Netflix) - Végtelen matrjoska (Netflix) |
| Legjobb streaminges horror vagy thriller-sorozat | |
| - Stranger Things (Netflix) - Castle Rock (Hulu) - Sabrina hátborzongató kalandjai (Netflix) - A szolgálólány meséje (Hulu) - A Hill-ház szelleme (Netflix) - Alkonyzóna (CBS All Access) - Te (Netflix) | |

#### Színészek
| Televízió | Televízió |
| Legjobb televíziós színész | Legjobb televíziós színésznő |
| --- | --- |
| - Sam Heughan (James "Jamie" Alexander Malcolm MacKenzie Fraser) - Outlander – Az idegen (Starz) - Grant Gustin (Barry Allen / Flash) - Flash – A Villám (The CW) - Kit Harington (Havas Jon) - Trónok harca (HBO) - Andrew Lincoln (Rick Grimes) - The Walking Dead (AMC) - Seth MacFarlane (Ed Mercer) - Az Orville: Új horizontok (Fox) - Bill Pullman (Harry Ambrose) A tettes (USA Network) - Jeffrey Wright (Bernard Lowe, Arnold Weber) - Westworld (HBO)             | - Emilia Clarke (Daenerys Targaryen) - Trónok harca (HBO) - Caitríona Balfe (Claire Beauchamp Randall/Fraser) - Outlander – Az idegen (Starz) - Melissa Benoist (Kara Danvers / Kara Zor-El / Supergirl) - Supergirl (The CW) - Sandra Oh (Eve Polastri) - Megszállottak viadala (BBC America) - Adrianne Palicki (Kelly Grayson) - Az Orville: Új horizontok (Fox) - Candice Patton (Iris West) - Flash – A Villám (The CW) - Jodie Whittaker (A Tizenharmadik Doktor) - Ki vagy, doki? (BBC America) |
| Legjobb televíziós férfi mellékszereplő | Legjobb televíziós női mellékszereplő |
| - Peter Dinklage (Tyrion Lannister) - Trónok harca (HBO) - Jonathan Banks (Mike Ehrmantraut) - Better Call Saul (AMC) - Nikolaj Coster-Waldau (Jaime Lannister) - Trónok harca (HBO) - David Harewood (J'onn J'onzz / Marsbéli Vadász) - Supergirl (The CW) - Ed Harris (Fekete ruhás férfi) - Westworld (HBO) - Lennie James (Morgan Jones) - Fear the Walking Dead (AMC) - Khary Payton (Ezekiel) - The Walking Dead (AMC)                                                 | - Danai Gurira (Michonne) - The Walking Dead (AMC) - Gwendoline Christie (Tarthi Brienne) - Trónok harca (HBO) - Lena Headey (Cersei Lannister) - Trónok harca (televíziós sorozat)\|Trónok harca (HBO) - Melissa McBride (Carol Peletier) - The Walking Dead (AMC) - Rhea Seehorn (Kimberly "Kim" Wexler) - Better Call Saul (AMC) - Sophie Skelton (Brianna "Bree" Randall) - Outlander - Az idegen (Starz) - Sophie Turner (Sansa Stark) - Trónok harca (HBO)                                       |
| Legjobb fiatal színész (televíziós sorozat) | Legjobb televíziós vendégszereplő |
| - Maisie Williams (Arya Stark) - Trónok harca (HBO) - KJ Apa (Archie Andrews) - Riverdale (The CW) - Tosin Cole (Ryan Sinclair) - Ki vagy, doki? (BBC America) - Cameron Cuffe (Seg-El) - Krypton (SyFy) - David Mazouz (Bruce Wayne / A Sötét Lovag) - Gotham (Fox) - Cole Sprouse (Jughead Jones) - Riverdale (The CW) - Benjamin Wadsworth (Marcus Lopez Arguello) - Orgyilkos osztály (SyFy)                                                                             | - Jeffrey Dean Morgan (Negan) - The Walking Dead (AMC) - Rainer Bock (Werner Ziegler) - Better Call Saul (AMC) - Jon Cryer (Lex Luthor) - Supergirl (The CW) - Sydney Lemmon (Isabell) - Fear the Walking Dead (AMC) - Tonya Pinkins (Martha) - Fear the Walking Dead (AMC) - Edward Speleers (Stephen Bonnet) - Outlander – Az idegen (Starz) |
| Streaming sorozat | |
| Legjobb streaming színész | Legjobb streaming színésznő |
| - Henry Thomas (Hugh Crain) - A Hill-ház szelleme (Netflix) - Penn Badgley (Joe Goldberg) - Te (Netflix) - Jon Bernthal (Frank Castle / A Megtorló) - A Megtorló (Netflix) - Charlie Cox (Matt Murdock / Fenegyerek) - Daredevil (Netflix) - Zac Efron (Ted Bundy) - Átkozottul veszett, sokkolóan gonosz és hitvány (Netflix) - John Krasinski (Jack Ryan) - Jack Ryan (Prime Video) - David Tennant (Crowley) - Elveszett próféciák (Prime Video)                          | - Sonequa Martin-Green (Michael Burnham) - Star Trek: Discovery (CBS All Access) - Carla Gugino (Olivia Crain) - A Hill-ház szelleme (Netflix) - Elizabeth Lail (Guinevere Beck) - Te (Netflix) - Natasha Lyonne (Nadia Vulvokov) - Végtelen matrjoska (Netflix) - Molly Parker (Maureen Robinson) - Lost in Space – Elveszve az űrben (Netflix) - Krysten Ritter (Jessica Jones) - Jessica Jones (Netflix) - Kiernan Shipka (Sabrina Spellman) - Sabrina hátborzongató kalandjai (Netflix)            |
| Legjobb streaming férfi mellékszereplő | Legjobb streaming női mellékszereplő |
| - Doug Jones (Saru) - Star Trek: Discovery (CBS All Access) - Wilson Cruz (Hugh Culber) - Star Trek: Discovery (CBS All Access) - Michiel Huisman (Steven Crain) - A Hill-ház szelleme (Netflix) - Timothy Hutton (Hugh Crain) - A Hill-ház szelleme (Netflix) - Maxwell Jenkins (Will Robinson) - Lost in Space – Elveszve az űrben (Netflix) - Ethan Peck (Spock) - Star Trek: Discovery (CBS All Access) - Michael Sheen (Aziraphale) - Elveszett próféciák (Prime Video) | - Maya Hawke (Robin Buckley) - Stranger Things (Netflix) - Ellen Page (Vanya Hargreeves / Hetes) - Az Esernyő Akadémia (Netflix) - Victoria Pedretti (Eleanor "Nell" Crain Vance) - A Hill-ház szelleme (Netflix) - Parker Posey (June Harris / Dr. Smith) - Lost in Space – Elveszve az űrben (Netflix) - Taylor Russell (Judy Robinson) - Lost in Space – Elveszve az űrben (Netflix) - Sissy Spacek (Ruth Deaver) - Castle Rock (Hulu) - Deborah Ann Woll (Karen Page) - Daredevil (Netflix)        |

### Házimozi
| Legjobb DVD vagy Blu-ray | Legjobb klasszikus film DVD vagy Blu-ray                                                                                          |
| --- | --- |
| - King Cohen - Fahrenheit 451 - Jonathan - A kötelék - Nancy Drew and the Hidden Staircase - Szerelmünk napjai | - 2001: Űrodüsszeia (4K) - Kísértethajó - Jack, az óriásölő - Jack, az óriásölő - The Reincarnation of Peter Proud - Csigalépcső  |
| Legjobb különleges DVD vagy Blu-ray | Legjobb televíziós műsor DVD |
| - Waterworld – Vízivilág (Limited Edition) - 12 majom (Collector's Edition) - Az elcserélt gyermek (Limited Edition) - Bíborhegy (Limited Edition) - Egy markényi dollárért (Special Edition) - Horror Express (Special Edition) | - Végtelen határok - The Ghost of Sierra de Cobre - Marsbéli krónikák - The Night Stalker - The Night Strangler - Terror-trilógia |
| Legjobb DVD vagy Blu-ray gyűjtemény | |
| - Universal Classic Monsters 30 filmes gyűjtemény - The Bloodthirsty Trilogy - The Complete Sartana - Jack Ryan: 5 filmes gyűjtemény (4K) - A Mátrix-trilógia (4K) - Rózsaszín párduc rajzfilmgyűjtemény                         | |

### Színház
| Legjobb helyi színházi előadás |
| --- |
| - Puppet Up! - Uncensored (Henson Alternative) - Charlie és a csokigyár (Segerstrom Center for the Arts) - A Gentleman's Guide to Love and Murder (3-D Theatricals at Cerritos Center) - An Inspector Calls (Wallis Annenberg Center for the Performing Arts) - The Old Man and the Old Moon (The PigPen Theatre Company at The Wallis) - One Flew Over the Cuckoo’s Nest – The Immersive Experience (After Hours Theatre Company) - The Secret Garden (3-D Theatricals at Cerritos Center) |

### Különdíj
- Dan Curtis Legacy Award – Jeph Loeb
- The Visionary Award – Jon Favreau
- Stan Lee World Builder Award  – Kevin Feige

## Fordítás
- Ez a szócikk részben vagy egészben  a(z)   45th Saturn Awards című angol Wikipédia-szócikk fordításán alapul.  Az eredeti cikk szerkesztőit annak laptörténete sorolja fel. Ez a jelzés csupán a megfogalmazás eredetét és a szerzői jogokat jelzi, nem szolgál a cikkben szereplő információk forrásmegjelöléseként.